# ルドウィグ・ゴランソン
ルドウィグ・ゴランソン（Ludwig Göransson, 1984年9月1日 - ）は、スウェーデン出身の映画作曲家。『フルートベール駅で』、『クリード チャンプを継ぐ男』、『ブラックパンサー』、『オッペンハイマー』などの映画やテレビ番組の作曲で知られる。ルートヴィッヒ・ヨーランソンとも表記される。
音楽プロデューサーとしても知られ、ドナルド・グローヴァーの音楽プロジェクトであるチャイルディッシュ・ガンビーノの楽曲に参加。アルバム『Awaken, My Love!』、楽曲「Redbone」はグラミー賞にノミネートされた。ほかに、ハイム、チャンス・ザ・ラッパーなどのプロデュースも行っている。

## 生い立ち
スウェーデンのリンシェーピングで生まれ育つ。幼少期から音楽のレッスンを受け、ストックホルムの音楽大学を卒業。
2007年にロサンゼルスに移住し、南カリフォルニア大学で映画やテレビ番組の音楽を学ぶ。この大学で後に『フルートベール駅で』、『クリード チャンプを継ぐ男』、『ブラックパンサー』でともに仕事をするライアン・クーグラーと知り合う。
大学卒業後まもなく、『ポリーmy love』、『プラダを着た悪魔』、『26世紀青年』、『トロピック・サンダー/史上最低の作戦』などで知られるセオドア・シャピロのアシストとして働き始める。最初のブレイクは2009年に作曲を担当したコメディ番組『コミ・カレ!!』だった。 

## 映画作曲家として
2013年、同じく南カリフォルニア大学の卒業生のライアン・クーグラーが監督した『フルートベール駅で』で初の長編映画の音楽を担当。映画は2013年のサンダンス映画祭やカンヌ国際映画祭などで賞を受賞した。
その後もクーグラーと『クリード チャンプを継ぐ男』でもタッグを組み、3度目のタッグとなった『ブラックパンサー』（2018年）は大ヒットとなった。『ブラックパンサー』では伝統的なアフリカの楽器と伝統的なスーパーヒーローの音楽の中間となる位置を目指して音楽が制作され、そのためにセネガルに赴き伝統的なアフリカ音楽と楽器を調査した。そこでフラ語を母語として歌うバーバ・マールと会い、音楽に取り入れた。この作品で、第91回アカデミー賞作曲賞を受賞した。2022年の続編『ブラックパンサー/ワカンダ・フォーエバー』でも音楽を手がけている。同作ではリアーナらとともに主題歌『リフト・ミー・アップ』を作曲し、アカデミー歌曲賞にノミネートされた。
クーグラー監督作品以外にも、『TENET テネット』（2020年）以降のクリストファー・ノーラン作品に参加している。2023年に公開されたノーラン監督作品『オッペンハイマー』では自身2度目となるアカデミー作曲賞を受賞した。

## 音楽プロデューサーとして
2010年、ドナルド・グローヴァーとともに『コミ・カレ!!』で仕事をしていた頃、グローヴァーの音楽プロジェクトであるチャイルディッシュ・ガンビーノのプロデュースと作曲を依頼され、以降3枚のアルバム『Camp』、『Because the Internet』、『Awaken, My Love!』をリリース。70年代のPファンクとブラックパワー・ミュージックにインスパイアされた『Awaken, My Love!』では、ゴランソンは全ての楽曲でプロデュースと作詞を手掛け、11月にはグラミー賞の年間最優秀アルバム賞や年間最優秀レコード賞（「Redbone」）など4部門にノミネートされた。
2012年、ハイムのデビューEPをプロデュースし、楽曲「Forever」では新たなサウンドでバンドを確立するサポートをした。デビューアルバムの『Days Are Gone』では2曲のプロデュースも行った。
2013年8月、ジェイ・Zのレーベルであるロック・ネイションの作曲家としてマネジメント契約を交わした。
2018年5月5日、チャイルディッシュ・ガンビーノとゴランソンのプロデュースによるガンビーノの楽曲「This Is America」をリリース。アメリカの Billboard Hot 100 にて初登場で1位となり、これはチャート史において31曲目の快挙となった。

## ディスコグラフィ

### アルバム
- How to Find a Party (2013)

## フィルモグラフィ

### 映画
| 年   | 題名                                                                   | 監督                              | 備考                           |
| ---- | ---------------------------------------------------------------------- | --------------------------------- | ------------------------------ |
| 2008 | トロピック・サンダー/史上最低の作戦 Tropic Thunder                     | ベン・スティラー                  | 編曲、プログラミング           |
| 2008 | マーリー 世界一おバカな犬が教えてくれたこと Marley & Me                | デヴィッド・フランケル            | 追加音楽                       |
| 2009 | 40男のバージンロード I Love You, Man                                   | ジョン・ハンバーグ                | ギター                         |
| 2009 | 紀元1年が、こんなんだったら!? Year One                                 | ハロルド・ライミス                | 追加音楽                       |
| 2009 | ジェニファーズ・ボディ Jennifer's Body                                 | カリン・クサマ                    | 追加音楽                       |
| 2010 | グレッグのダメ日記 Diary of a Wimpy Kid                                | トール・フロイデンタール          | テクニカル・スコア・エンジニア |
| 2010 | 奇人たちの晩餐会 USA Dinner for Schmucks                               | ジェイ・ローチ                    | テクニカル・スコア・エンジニア |
| 2011 | ピザボーイ 史上最凶のご注文 30 Minutes or Less                         | ルーベン・フライシャー            | 作曲                           |
| 2013 | フルートベール駅で Fruitvale Station                                   | ライアン・クーグラー              | 作曲                           |
| 2013 | なんちゃって家族 We're the Millers                                     | ローソン・マーシャル・サーバー    | 作曲（セオドア・シャピロと）   |
| 2014 | クレイジー・ドライブ Stretch                                           | ジョー・カーナハン                | 作曲                           |
| 2014 | The Town That Dreaded Sundown                                          | アルフォンソ・ゴメス＝レホン      | 作曲                           |
| 2014 | A Merry Friggin' Christmas                                             | トリストラム・シャペロ            | 作曲                           |
| 2014 | トップ・ファイブ Top Five                                              | クリス・ロック                    | 作曲                           |
| 2015 | クリード チャンプを継ぐ男 Creed                                        | ライアン・クーグラー              | 作曲                           |
| 2016 | セントラル・インテリジェンス Central Intelligence                      | ローソン・マーシャル・サーバー    | 作曲（セオドア・シャピロと）   |
| 2016 | なりすましアサシン True Memoirs of an International Assassin           | ジェフ・ワドロウ                  | 作曲                           |
| 2016 | インナー・ワーキング Inner Workings                                    | レオ・マツダ                      | 作曲                           |
| 2017 | エブリシング Everything, Everything                                    | ステラ・メギー                    | 作曲                           |
| 2017 | Hasan Minhaj: Homecoming King                                          | Greg Walloch / Christopher Storer | 作曲                           |
| 2018 | ブラックパンサー Black Panther                                         | ライアン・クーグラー              | 作曲                           |
| 2018 | デス・ウィッシュ Death Wish                                            | イーライ・ロス                    | 作曲                           |
| 2018 | ヴェノム Venom                                                         | ルーベン・フライシャー            | 作曲                           |
| 2018 | クリード 炎の宿敵 Creed II                                             | スティーヴン・ケープル・Jr        | 作曲                           |
| 2020 | TENET テネット TENET                                                   | クリストファー・ノーラン          | 作曲                           |
| 2022 | 私ときどきレッサーパンダ Turning Red                                   | ドミー・シー                      | 作曲                           |
| 2022 | ブラックパンサー:ワカンダ・フォーエバー Black Panther: Wakanda Forever | ライアン・クーグラー              | 作曲                           |
| 2023 | オッペンハイマー Oppenheimer                                           | クリストファー・ノーラン          | 作曲                           |
| 2026 | The Odyssey                                                            | クリストファー・ノーラン          | 作曲                           |

### テレビ番組
| 年        | 題名                                                       | 備考                               |
| --------- | ---------------------------------------------------------- | ---------------------------------- |
| 2009-2015 | コミ・カレ!! Community                                     | 作曲                               |
| 2011-2013 | Happy Endings                                              | 作曲                               |
| 2011-現在 | New Girl / ダサかわ女子と三銃士 New Girl                   | 作曲                               |
| 2014-2015 | Satisfaction                                               | 作曲                               |
| 2016      | Angie Tribeca                                              | 作曲                               |
| 2019-2020 | マンダロリアン The Mandalorian                             | 作曲（シーズン３からテーマ曲のみ） |
| 2021      | ボバ・フェット/The Book of Boba Fett The Book of Boba Fett | 作曲                               |